# 미시시피 마살라
《미시시피 마살라》(영어: Mississippi Masala)는 미국에서 제작된 미라 나이르 감독의 1991년 로맨틱 드라마 영화이다. 덴절 워싱턴, 서리타 차우두리 등이 출연하였다.

## 출연
- 덴절 워싱턴
- 서리타 차우두리
- 로샨 세트
- 샤밀라 타고르
- 찰스 S. 더턴
- 조 세니카
- 란지트 초드리
- 모한 아가셰
- 미라 나이르

## 기타 제작진
- 의상: 엘런 러터, 수전 라이올